# Лукіянець Євген Антонович
Євген Антонович Лукіянець (нар. 21 липня 1938, м. Борщів, Україна) — російський вчений-хімік. Брат Богдана Лукіянця. Доктор хімічних наук (1979), професор (1980).

## Життєпис
Євген Лукіянець народився 21 липня 1938 року в м. Борщів Тернопільської області України. 
Закінчив середню школу у м. Чортків (1956), Московський державний університет (1961, хімічний факультет; нині РФ). 
Від 1964 — в Державному науковому центрі РФ «ІПОПІК», нині — завідувач лабораторії, де проводив дослідження в галузі орган, матеріалів, зокрема, лазер, техніки, запису інформації, технології тонкого орган, синтезу. 

## Доробок
Наукові розробки з онкології використовують у клініках Москви та інших містах РФ. Автор понад 500 наукових публікацій та винаходів.

## Нагороди
- лауреат державної премії УPCP (1974);
- лауреат премії Ради Міністрів СРСР (1982) в галузі хімічних технологій;
- галузеві нагороди.